# Teucholabis (Teucholabis) taino
Teucholabis (Teucholabis) taino is een tweevleugelige uit de familie steltmuggen (Limoniidae). De soort komt voor in het Neotropisch gebied.